# Ofelia Popii
Ofelia Popii (n. 9 februarie 1978) este o actriță română de film, scenă, voce și televiziune.

## Biografie
A urmat Facultatea de teatru a Universității Babeș-Bolyai din Cluj-Napoca, Secția actorie, între 1997 și 2001.
Actrița joacă pe scena Teatrului Radu Stanca din Sibiu, unde a jucat în numeroase producții.

## Premii, recunoaștere
Ofelia Popii a primit Premiul UNITER de trei ori pentru Cea mai bună actriță, în 2008 (rolul Mefisto din Faust), in 2011 si in 2019 .
Actrița a fost recompensată cu premiul Gopo pentru cea mai bună actriță în rol principal la ceremonia din 2015 pentru rolul Elena Buciuman din filmul Q.E.D., regia Andrei Gruzsniczki.
În 2024 Ofelia Popii a fost decorată cu Ordinul „Meritul Cultural” în grad de Cavaler, Categoria D – „Arta spectacolului”.

## Operă

### Roluri în spectacole de teatru[3]
- „Mary Stuart”, regia: Andrei Șerban, la TNB – roluri: Mary Stuart / Elizabeth I (alternativ), 2024 [7]
- „Pescărușul”, regia: Dumitru Acriș, – rol: Irina Arkadina, 2024
- „Scandal în culise”, regia: Andrei și Andreea Grosu, – rol: Dotty Otley, 2024
- „Livada de vișini”, regia: Dumitru Acriș, – rol: Liubov Andreevna, 2023
- „Cineva are să vină”, regia: Chris Simion, la ArCuB – rol: Ea, 2023
- „Mass”, regia: Andrei și Andreea Grosu, – rol: Linda, 2022
- „Autobahn”, ep. 4 – „Merge”, de Neil LaBute, regia: Andrei și Andreea Grosu, mini-serie de teatru-film – rol: Femeia, 2020
- „Cui i-e frică de Virginia Woolf?” de Edward Albee, regia: Andreea și Andrei Grosu, – rol: Martha, 2019
- „Hedda Gabler “ de Henrik Ibsen, regia Botond Nagy, – rol: Hedda Gabler, 2018
- „Povestea prințesei deocheate “, regia: Silviu Purcărete, – rol: Seigen și Shinnobu Sota, 2018
- „Vorbiți tăcere? / Sprechen Sie Schweigen?”, un spectacol de Gianina Cărbunariu, 2017
- „Sărbători fericite”, după textele lui Neil LaBute, regia: Cristian Juncu, 2016
- „Oameni obișuițil”,un specatcol de Gianina Cărbunariu- rol: multiple roluri, 2016
- „Nathan înțeleptul”, după Gotthold Ephraim Lessing, regia: Armin Petras, 2015
- „Lecția”, de Eugène Ionesco, regia: Mihai Măniuțiu – rol: eleva, 2015
- „Oidip”, de Sofocle, regia: Silviu Purcărete, 2014 – rol: Antigona, Iocasta, 2014
- „Solitaritate”, un spectacol de Gianina Cărbunariu – roluri multiple, 2013
- „Maestrul și Margareta”, de Mihail Bulgakov, regia: Zoltán Balázs, – rol: Margareta, 2013
- „Platonov”, de A. P. Cehov, regia: Alexandru Dabija, – rol: Sophia Egorovna, 2012
- „Călătoriile lui Gulliver”, exerciții scenice inspirate din opera lui Jonathan Swift, regia: Silviu Purcărete, 2012
- „Ultima zi a tineretii”, după Tadeusz Konwicki, regia: Yuri Kordonsky, &ndah rol: Cecilia, 2011
- „Imi place cum mirosi”, de Neil Simon, regia: Șerban Puiu, – rol: Sophie Rauschmeier, 2011
- „D’ale Carnavalului”, de I. L. Caragiale, regia: Silviu Purcărete, – rol: Mița Baston, 2011
- „Felii” regia: Lia Bugnar, one woman show – Margareta, Ela, Clea, Edith, Doctorita, Bella, Nmbamira, 2010
- „Berlin Alexanderplatz”, de Alfred Döblin, regia: Dragoș Galgoțiu, – rol: Mietze, 2010
- „Breaking the waves sau Viața binecuvântată a lui Bess”, de Lars von Trier, regia: Radu Alexandru Nica – rol: Bess, 2009
- „Auto-Da-Fé”, de Tennessee Williams, regia: Theodor Cristian Popescu – rol: Ea, 2009
- „Love Factory”, de Darko Lukić, regia: Robert Raponja – rol: Nina, 2009
- „Lulu”, de Frank Wedekind, regia: Silviu Purcărete – rol: Lulu, 2008
- „Hamlet”, de W. Shakespeare, regia: Radu Alexandru Nica &ndash rol: Ofelia, 2008
- „Metamorfoze”, după Ovidiu, regia: Silviu Purcărete, 2007
- „Faust”, după J. W. Goethe, regia: Silviu Purcărete – rol: Mefisto, 2007
- „Balul”, după o idee Théâtre de Campagnol, regia: Radu Alexandru Nica, 2007
- „Pescărușul”, de A. P. Cehov, regia: Andrei Șerban – rol: Masha, 2007
- „Vremea dragostei, vremea morții”, de Fritz Kater, regia: Radu Alexandru Nica, 2006
- „Rinocerii”, de Eugène Ionesco, regia: Gábor Tompa – rol: Daisy, 2006
- „Plastilină”, de Vasili Sigariev, regia: Vlad Massaci – roluri multiple, 2005
- „Electra”, după Sofocle și Euripide, regia: Mihai Măniuțiu – rol: Crisotemis, 2005
- „Casa de pe graniță”, de Slawomir Mrozek, regia: Gábor Tompa – rol: Soția, 2005
- „Cerere în căsătorie”, de A. P. Cehov, regia: Robert Raponja – rol: Natalia Stepanovna, 2005
- „Hamlet în sos picant”, de Aldo Nicolaj, regia: Robert Raponja – rol: Inge, 2005
- „Derby”, spectacol de improvizație, regia: Alexander Hausvater, 2005
- „Nora”, de Henrik Ibsen, regia: Radu Alexandru Nica – rol: Linde, 2004
- „Trei surori”, de A. P. Cehov, regia: Anca Bradu –- rol: Natașa, 2004
- „Gândacii”, adaptare scenică după Stanislaw Ignacy Witkiewicz, regia: Gábor Tompa, 2003
- „Cumnata lui Pantagruel”, regia: Silviu Purcărete, 2003
- „Experimentul Iov”, după Vechiul Testament, regia: Mihai Măniuțiu – rol: Îngerul lui Iov, 2003
- „Gaițele”, de Alexandru Kirițescu, regia: Florin Zamfirescu – rol: Wanda Serafim, 2002
- „Othello?! ”, de W. Shakespeare, regia: Andriy Zholdak – rol: Câinele morții, 2002
- „Pilafuri și parfum de măgar”, după „O mie și una de nopți", regia: Silviu Purcărete, 2001
- „Canibalii”, de George Tabori, regia: Alexander Hausvater – rol: maiorul Schrekinger,2001

### Filmografie[8]
- Grand Hotel Victoria (2001), scurt metraj, regia Cristian Cârcu,
- Portrete în pădure (2011), regia Dinu Tănase, în rolul Vera Răducanu,
- Undeva la Palilula (2012), lung metraj, 145 de minute, regia Silviu Purcărete, în rolul Leana Mica,
- Rocker (2013), lung metraj, 90 de minute, regia Marian Crișan, în rolul
- Quod erat demonstrandum (2014), lung metraj, regia Andrei Gruzsniczki, în rolul Eugenia Buciuman,
- Vara s-a sfârșit (2016), lung metraj, regia Radu Potcoavă, în rolul mamei eroului principal, un elev de 10-11 ani,[9]